# クロノツキー山

クロノツキー山

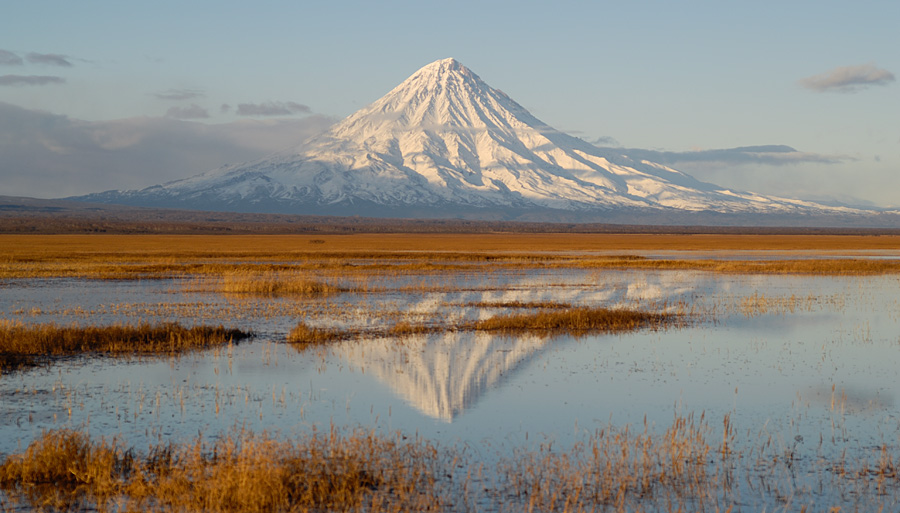
クロノツキー湖から見たクロノツキー山

クロノツキー山（クロノツキーさん、ロシア語: Кроноцкая сопка）は、ロシア連邦のカムチャツカ半島にある主要な成層火山である。クロノツキー湖 (カムチャツカで最大の湖) の東にあるクロノツキー自然保護区にある。標高3482m。 
この火山は日本の富士山やフィリピンのマヨン山に匹敵する、特に対称的な円錐形をしている。頂上の火口は岩頸で塞がれており、頂上自体は氷に覆われている。火口から下方に伸びる古典的な放射状の排水パターンを示している。
クロノツキー山はカムチャツカで最も風光明媚な火山の 1 つと考えられている。20 世紀には、火山の活動は低く、時折弱い水蒸気噴火があった程度である。

## 参照項目
- カムチャツカ地方の地理
- カムチャツカ火山群